# Paratrechalea
Paratrechalea là một chi nhện trong họ Trechaleidae.